# Coeloides scolytivorus
Coeloides scolytivorus är en stekelart som först beskrevs av Cresson 1873.  Coeloides scolytivorus ingår i släktet Coeloides och familjen bracksteklar. Inga underarter finns listade i Catalogue of Life.